# Stephen el héroe

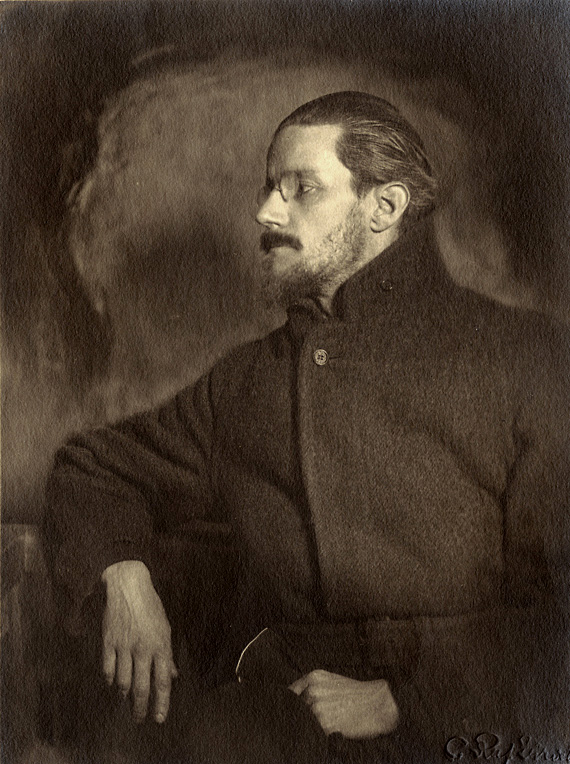
Retrato de James Joyce, el hijo pródigo de Dublín y creador de Stephen el Héroe..

Stephen el héroe (Stephen Hero, en inglés) es una novela inacabada del escritor irlandés James Joyce, escrita entre 1904 y 1906 y publicada póstumamente en 1944.

## Contenido
Esta novela es el primer manuscrito de lo que luego sería el Retrato del artista adolescente. Joyce escribió un primer ensayo, a los 22 años, para una revista, titulado Un retrato del artista (A portrait of the Artist, juego de palabras que puede traducirse como Autorretrato) y el trabajo fue rechazado. Ante el rechazo Joyce no se desanimó y decidió ampliarlo escribiendo una biografía exhaustiva de Stephen Dedalus.
Su traductor escribe en el prólogo:

Una leyenda creada por el propio Joyce dice que el manuscrito habría sido arrojado al fuego y que la señora Joyce habría salvado de las llamas la parte que nos queda. Pero consta (por carta a su hermano Stanislaus) que, cuando el manuscrito iba por las mil páginas, Joyce decidió abandonarlo para empezar otra versión más artística.
José María Valverde

En 2022 la editorial Firmamento publicó una nueva traducción a cargo de Diego Garrido.